# Caroline Blackwood
Lady Caroline Maureen Hamilton-Temple-Blackwood (* 16. Juli 1931 in London; † 14. Februar 1996 in New York City) stammte aus einer anglo-irischen Aristokratenfamilie und war Schriftstellerin, Journalistin sowie High Society-Lady.

## Leben
Lady Caroline Maureen war die älteste Tochter von drei Kindern des Politikers Basil Sheridan Hamilton-Temple-Blackwood, 4. Marquess of Dufferin and Ava (1909–1945) und seiner Ehefrau Maureen Constance Guinness (1907–1998), eine Tochter von Hon. Arthur Ernest Guinness und eine Erbin des Brauereiimperiums. Ihr Urgroßvater, Frederick Hamilton-Temple-Blackwood, 1. Marquess of Dufferin and Ava, war Generalgouverneur von Kanada und Vizekönig von Indien. Ihr Vater fiel während des Zweiten Weltkriegs in Burma – in den folgenden Jahren ging ihre Mutter zwei weitere Ehen ein. Caroline Blackwood begehrte schon früh gegen ihre Herkunft auf und bewegte sich in den Künstlerkreisen von London und New York.
Am 9. Dezember 1953 heiratete Caroline Blackwood in Paris den Maler Lucian Freud (1922–2011), einen Enkel des Psychoanalytikers Sigmund Freud. Die Ehe scheiterte an dessen Trink- und Spielsucht und wurde 1959 in Mexiko geschieden. Im selben Jahr heiratete sie den Komponisten Israel Citkowitz (1909–1974). Aus der gemeinsamen Verbindung, die 1972 geschieden wurde, gingen drei Töchter hervor. Einen Monat später heiratete die 41-jährige Blackwood den US-amerikanischen Dichter Robert Lowell (1917–1977) – aus der Verbindung ging ihr Sohn Sheridan hervor.
Caroline Blackwood starb im New Yorker Mayfair Hotel an den Folgen einer Krebserkrankung.

## Werke (Auswahl)
- Tally-Ho. Über die englische Fuchsjagd. Rio Verlag, Zürich 1992, ISBN 3-9520059-2-4.
- Uroma Webster. Roman. Aus dem Englischen von Hans-Ulrich Möhring. Mit einem Nachwort von Grey Gowrie. Fahrenheit, München 2008, ISBN 978-3-940813-03-9.
- Good Night Sweet Ladies.
- The Fate of Mary Rose.
- Good Night Sweet Ladies. Stories and Occasional Pieces.
- For All That I Found There.
- Great Granny Webster.
- On the Perimeter.
- The Last of the Duchess. MacMillan, London 1995, ISBN 978-0-333-63062-4.
- The Stepdaughter.
- Corrigan. Penguin, London 1986, ISBN 0-14-007732-4.

## Name in verschiedenen Lebensphasen
- 1931–1953 Lady Caroline Maureen Hamilton-Temple-Blackwood
- 1953–1958 (annulliert) Caroline Maureen Freud
- 1959–1972 (annulliert) Caroline Maureen Citkowitz
- 1972 Caroline Maureen Lowell